# Бейс, Адам
А́дам Бейс (англ. Adam Basse; 4 ноября 2007, Нью-Йорк) — американский и польский футболист, нападающий клуба «Шлёнск».

## Клубная карьера
Будучи юным игроком, он присоединился к молодёжной академии американского клуба Седар Старз Раш. В 2022 году он присоединился к молодёжной академии американского клуба «Нью-Йорк Сити».
31 августа 2024 года Бейс подписал двухлетний контракт с польским клубом «Шлёнск» с опцией продления ещё на год. 26 октября 2024 года он дебютировал за клуб в Экстракласе в ничейном поединке (0:0) против «Ракува».

## Карьера в сборной
В конце октября 2024 года его вызвали в сборную Польши до 18 лет на товарищеский матч. В своем дебютном матче 15 ноября против Англии (3:1) он забил гол.